# Vickers VC.1 Viking
Il Vickers VC.1 Viking (Vichingo, in inglese) era un aereo di linea, bimotore e ad ala media, costruito dalla britannica Vickers-Armstrongs (Aircraft) Ltd a partire dal 1945.
Il velivolo non è da confondere con il quasi omonimo Vickers Viking, anfibio realizzato dalla Vickers nei primi anni venti.
Il progetto del Viking derivava da quello del bombardiere Vickers Wellington e fu uno dei velivoli commerciali britannici di maggior successo nell'immediato dopoguerra.

## Storia

### Sviluppo
Il Vickers Viking nacque nel 1944 sulla base di una richiesta del Minister of Aircraft Production che prevedeva, nell'immediato dopoguerra, la realizzazione di un velivolo commerciale che sfruttasse la maggior parte possibile di componenti già in produzione per il bombardiere Vickers Wellington.
Il progetto della Vickers ebbe la sigla interna Type 491 VC.1 ("VC" sta per Vickers Commercial) cui venne associata solo in un secondo momento la denominazione Viking.
Il nuovo velivolo combinava l'ala, ed il carrello del Wellington alla fusoliera interamente originale, nella quale potevano trovare posto 3 membri d'equipaggio, una hostess e 21 passeggeri. Il primo volo del prototipo ebbe luogo il 22 giugno 1945 e dopo poco meno di un anno il Viking ricevette l'omologazione che consentì alla BEA di effettuare il primo volo operativo tra Londra e Copenaghen il 1º settembre 1946.
I primi esemplari prodotti (complessivamente 19) appartenevano alla versione Viking IA; seguirono 31 macchine nella versione Viking I (modificata nelle ali e negli impennaggi) ed infine 113 esemplari della versione Viking IB dotati di fusoliera allungata di 71 cm al fine di aumentare la capacità di trasporto a 24 passeggeri.
Il Viking fu il primo velivolo commerciale britannico a compiere un volo con soli motori a reazione: il 107º esemplare costruito, a titolo sperimentale, venne equipaggiato con una coppia di Rolls-Royce Nene e venne portato in volo per la prima volta il 6 aprile 1948. Poco più di tre mesi dopo, il 25 luglio, il velivolo (matricola G-AJPH) volò tra Londra e Parigi in 34 minuti e 7 secondi, che per l'epoca rappresentò il minor tempo di percorrenza sulla tratta. Lo stesso esemplare venne convertito in tempi successivi in un esemplare della serie 1B e acquistato dalla compagnia charter Cunard Eagle.

### Descrizione tecnica
La prima versione del Viking (Viking IA) ereditava dal bombardiere Wellington le ali (comprese le gondole per i motori ed il carrello), con la loro caratteristica struttura disposta secondo criteri geodetici, rivestite in tela. La fusoliera era invece frutto di un progetto completamente nuovo, realizzata con i criteri del rivestimento lavorante. Il carrello era di tipo triciclo posteriore.
Già nella seconda versione (Viking I) anche le ali vennero modificate e realizzate con la tecnica del rivestimento lavorante.
La terza, ed ultima, versione prodotta (Viking IB) venne modificata con l'allungamento del tronco anteriore della fusoliera, al fine di poter incrementare il numero di passeggeri trasportati.
I motori erano i radiali a 14 cilindri, raffreddati ad aria, Bristol Hercules nelle versioni 630 e 634.

### Impiego operativo

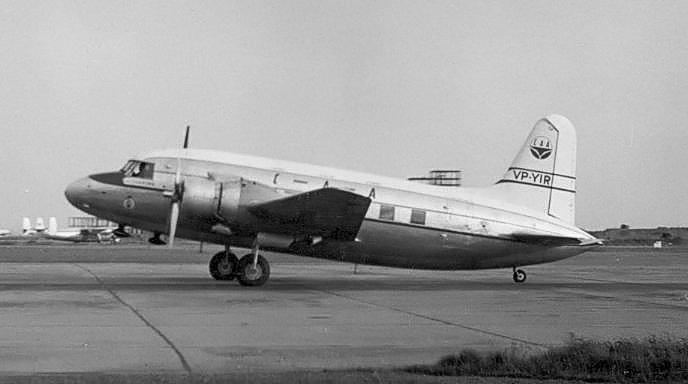
Un Viking della Central African Airways all'aeroporto di Heathrow.

Il Viking entrò in servizio nell'autunno del 1946 e per la fine dell'anno successivo la BEA aveva sostituito tutti i DC-3 fino ad allora impiegati sulle principali rotte continentali. La stessa compagnia britannica, nel corso degli anni, adottò una serie di modifiche ai propri velivoli al fine di incrementare fino a 36 passeggeri la capacità di trasporto: questa soluzione ebbe il vantaggio di rendere più economica la gestione dei velivoli e consentì l'applicazione di tariffe agevolate sulle tratte di competenza.
La carriera del Viking nella BEA terminò alla fine del 1954 per lasciare spazio ai più moderni Airspeed Ambassador e Vickers Viscount; ebbe così inizio la seconda vita del Viking che venne impiegato presso innumerevoli compagnie minori sia britanniche che straniere. La maggior parte dei velivoli venne definitivamente radiata entro la prima metà degli anni sessanta.

## Versioni
- Viking: designazione assegnata ai tre prototipi costruiti; questi velivoli erano equipaggiati con una coppia di motori Bristol Hercules 130 da 1 675 hp (1 250 kW).
  - Viking IA: prima versione di produzione; dotata di ali con struttura geodetica e motori Hercules 630 da 1 690 hp (1 261 kW).
  - Viking I: seconda versione; modificata nelle ali (realizzate come il resto della struttura con la soluzione del rivestimento lavorante) ed equipaggiata con motori Hercules 634 (di potenza invariata rispetto ai precedenti).
  - Viking IB: ultima versione prodotta; aveva il tronco anteriore della fusoliera più lungo (di 71 cm) e poteva alloggiare fino a 24 passeggeri.

## Sviluppi correlati
Del Viking furono realizzate anche due versioni impiegate a dalla Royal Air Force:
- Vickers Valetta: variante da trasporto, irrobustita nel pavimento e dotata di ampi portelloni di carico. Equipaggiata con motori Bristol Hercules 230 da 1 975 hp. Prodotto in 3 versioni (di cui una per addestramento dei navigatori), in oltre 250 esemplari.
- Vickers Varsity: variante da addestramento, sostituì nei reparti i Wellington T.10. Dotata di apertura alare maggiorata, carrello di tipo triciclo anteriore e vano bombe. Prodotto in una sola versione, in 160 esemplari.

## Utilizzatori

### Militari
Argentina
- Fuerza Aérea Argentina

 Australia

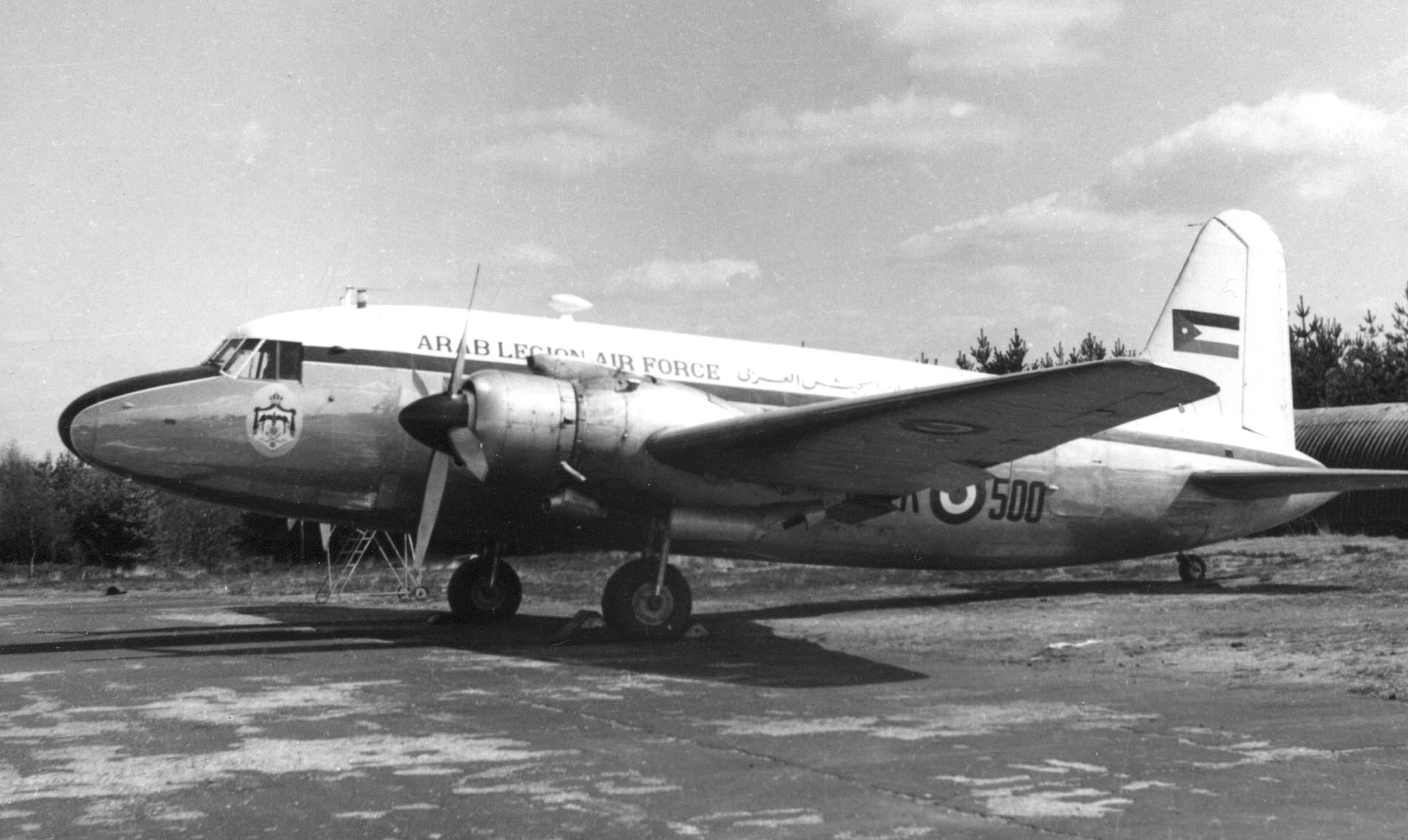
Un Viking IB con le insegne della Arab Legion Air Force.

- Royal Australian Air Force - Ebbe in servizio un Viking C2 tra il 1947 ed il 1951.

 Regno Unito
- Royal Air Force

 Giordania
- Arab Legion Air Force
- Al-Quwwat al-Jawwiyya al-malikiyya al-Urdunniyya

 Pakistan
- Pakistani Fida'iyye

### Civili
Argentina
- Aerolíneas Argentinas
- Argentine Civil Aeronautics Board
- Flota Aerea Mercante Argentina

 Austria
- Aero Transport

 Danimarca
- Det Danske Luftfartselskab

 Egitto
- Misrair

 Francia
- Airnautic
- Air Dauphine
- Air Inter
- Air Sahara
- Europe Aero Service
- Transportes Aeriens Reunis

 Germania
- Aero Express Flug
- Aerotour
- Colombus Luftreederei
- Condor Flugdienst
- Deutsche Flugdienst
- LTU International
- Transavia Flug

 India
- Air India
- Indian Airlines Corporation
- Indian National Airways

 Iraq
- Iraqi Airways
- Iraq Petroleum Transport Company

 Irlanda
- Aer Lingus

 Kuwait
- Kuwait Oil Company

 Messico
- Bernado Pasquelle
- Government of Mexico

 Portogallo
- Transportes Aéreos da Índia Portuguesa

 Regno Unito
- African Air Safaris
- Air Ferry
- Air Safaris
- Airwork Services
- Autair
- Bembridge Air Hire Limited
- BKS Air Transport
- British European Airways
- British Overseas Airways Corporation
- British Eagle
- British International Airlines
- British Nederland Airservices
- Channel Airways
- Continental Air Services
- Crewsair Limited
- Decca Navigator Company
- Dragon Airways
- Eros Airlines
- Field Aircraft Services
- First Air Trading Company
- Hunting Air Transport
- Hunting-Clan Air Transport
- Invicta Airways / Invicta International Airways
- Independent Air Travel
- James Stuart Travel Limited
- Maitland Drewery Aviation
- Meredith Air Transport
- Orion Airways
- Overseas Aviation
- Pegasus Airlines
- Tradair Limited
- Trans World Charter
- Vendair Limited

 Rhodesia Meridionale
- Central African Airways

 Sudafrica
- Protea Airways
- South African Airways
- Suldair International Airways
- Trek Airways
- United Airways

 Svizzera
- Balair

 Trinidad e Tobago
- British West Indian Airways

## Velivoli comparabili
Francia
- SNCASO SO-30 Bretagne

 Stati Uniti
- Douglas DC-3
- Martin 2-0-2

 Unione Sovietica
- Ilyushin Il-12

 Svezia
- Saab 90 Scandia